# 新潟県道305号妙照寺佐和田線
新潟県道305号妙照寺佐和田線（にいがたけんどう305ごう みょうしょうじさわたせん）は、新潟県佐渡市内を通る一般県道である。

## 概要

### 路線データ
- 起点：新潟県佐渡市市野沢（新潟県道306号市野沢中興線交点）
- 終点：新潟県佐渡市鍛治町（国道350号交点）

## 地理

### 通過する自治体
- 新潟県佐渡市

### 接続する道路
- 新潟県道306号市野沢中興線（起点：佐渡市市野沢）
- 国道350号（終点：佐渡市鍛治町）

### 周辺
- 医療法人おけさ会 佐和田病院
- 新潟地方検察庁 佐渡支部
  - 佐渡区検察庁
- 新潟地方裁判所 佐渡支部
  - 佐渡簡易裁判所
- 新潟刑務所 佐渡拘置支所
- 新潟県警察 新潟県運転免許センター佐渡支所
- 佐渡市役所 佐和田行政サービスセンター（旧・佐和田町役場）
- 新潟県立佐渡高等学校
- 佐渡市立佐和田中学校
- 佐渡市立二宮小学校
- 佐渡市立河原田小学校
- 第四北越銀行 佐和田支店
- 第四北越銀行 佐和田中央支店
- 大光銀行 佐和田支店
- 新潟縣信用組合 佐和田支店
- JA佐渡 佐和田支店
- 佐和田郵便局
- 二宮簡易郵便局
- 八幡簡易郵便局
- 佐渡セントラルタウン（ショッピングセンター）
- コメリホームセンター 佐和田店
- アークランズ
  - ホームセンタームサシ 佐和田店
  - ムサシ食品館 佐和田店
  - アークドラッグ 佐和田店
- フレッシュマツヤ 佐和田店（スーパーマーケット）
- オートバックス 佐渡店
- クスリのコダマ 佐和田店
- 洋服の青山 佐渡店
- ジョーシン 佐渡店
- 蔦屋書店 佐渡佐和田店
- 妙照寺
- 佐和田海水浴場

## その他
- 路線名の「妙照寺」は当県道沿線にある寺（妙照寺）に、「佐和田」は終点付近の旧自治体名（新潟県佐渡郡佐和田町）に由来する。